# Rödbergsgrunden
Rödbergsgrunden is een eilanden van de Lule-archipel. Het eiland hoort bij Zweden, ligt in de Rånefjärden in het noorden van de Botnische Golf op 100 meter uit de kust van het vasteland en heeft enige bebouwing, maar geen oeververbinding.
Ågrundet · Alskäret · Avasjögrundet · Fågelreven · Flakaskäret · Fliggen · Furuholmen · Grangrundet · Granholmen · Hällholmen · Kilsgrundet · Köpmanholmen · Långholmen · Laxön · Laxögrundet · Lill-Kilholmen · Lönngrundet · Piltreven · Rödbergsgrunden · Sandviksreven · Skärgrundet · Skärgrundsflagan · Stor-Kilholmen · Stor-Lönngrundet · Troppen · Yttre Sandgrundet